# Stephostethus caucasicus
Stephostethus caucasicus är en skalbaggsart som först beskrevs av Mannerheim 1844.  Stephostethus caucasicus ingår i släktet Stephostethus, och familjen mögelbaggar. Arten är reproducerande i Sverige.